# Stefania ginesi
Espèce
Statut de conservation UICN

 LC  : Préoccupation mineure
Stefania ginesi est une espèce d'amphibiens de la famille des Hemiphractidae.

## Répartition
Cette espèce est endémique de l'État de Bolívar au Venezuela. Elle  se rencontre de 1 850 à 2 600 m d'altitude sur le tepuy Chimantá.

## Étymologie
Cette espèce est nommée en l'honneur du frère Ginés né Pablo Mandazen (eu) (1912-2011).

## Publication originale
- Rivero, 1968 "1966", « Notes on the genus Cryptobatrachus (Amphibia, Salientia) with the description of a new race and four new species of a new genus of hylid frogs », Caribbean Journal of Science, vol. 6, no 3/4, p. 137-149.